# Meyna pierrei
Meyna pierrei är en måreväxtart som beskrevs av Robyns. Meyna pierrei ingår i släktet Meyna och familjen måreväxter. Inga underarter finns listade i Catalogue of Life.